# Progetto Stormfury

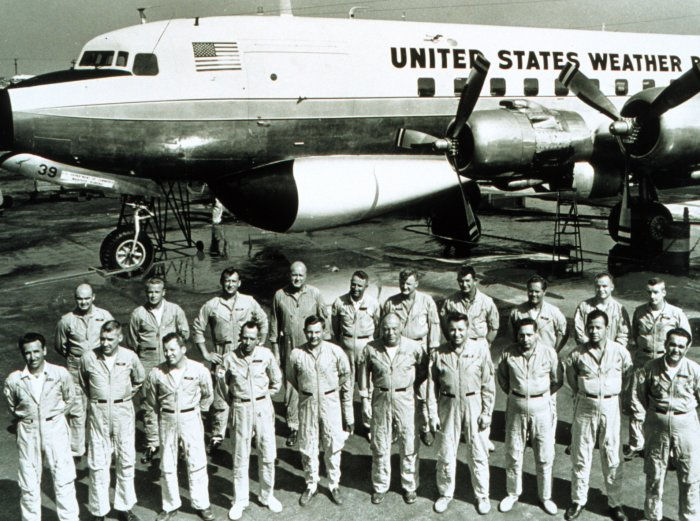
Fotografia del 1966 dell'equipaggio e del personale del progetto Stormfury

Il progetto Stormfury aveva come obiettivo indebolire i cicloni tropicali inseminando le nuvole al loro interno con ioduro d'argento utilizzando degli aeroplani. Il progetto si svolse negli Stati Uniti d'America fra il 1962 e il 1983.
L'assunto del progetto era che lo ioduro d'argento avrebbe causato il congelamento dell'acqua sopraffusa, alterando quindi la struttura interna dell'uragano per cui si procedette con l'inseminazione di alcuni uragani nell'Atlantico. In seguito l'ipotesi si rivelò sbagliata perché la maggior parte degli uragani non contiene sufficiente acqua sopraffusa tale da rendere efficace l'inseminazione delle nuvole. I ricercatori rilevarono che gli uragani che non erano stati seminati con ioduro d'argento spesso andavano incontro alle stesse modifiche dell'occhio del ciclone previste per gli uragani inseminati, questa scoperta portò a dubitare del successo del progetto.
L'ultimo volo sperimentale avvenne nel 1971 a causa della mancanza di tempeste adatte e del cambio della flotta del NOAA. Più di dieci anni dopo l'ultimo tentativo di alterazione dei cicloni, il progetto Stormfury fu cancellato ufficialmente. Nonostante il fallimento dell'obiettivo principale di ridurre la distruttività degli uragani, il progetto Stormfury permise di raccogliere dati sul ciclo di vita degli uragani aiutando quindi a migliorare la capacità da parte dei meteorologi di prevedere gli spostamenti e l'intensità dei futuri uragani.

## Ipotesi

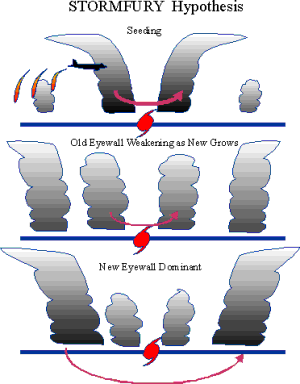
L'ipotesi di lavoro del progetto Stormfury

Il primo tentativo di seminare le nuvole fu effettuato da Vincent Schaefer e Irving Langmuir. Dopo aver osservato la creazione di cristalli di ghiaccio, Langmuir divenne un sostenitore entusiasta della possibilità di alterare le condizioni meteorologiche. Schaefer scoprì che gettando del ghiaccio secco polverizzato in una nube, poteva causare delle precipitazioni nevose.
Riguardo agli uragani, si ipotizzò che seminando l'occhio del ciclone con ioduro d'argento, sarebbe stato rilasciato il calore latente, questo avrebbe favorito la formazione di un nuovo occhio. Quando il nuovo occhio sarebbe diventato più grande di quello vecchio, i venti del ciclone tropicale si sarebbero indeboliti a causa del gradiente di pressione. Sarebbe risultata utile anche una piccola riduzione della velocità del vento perché la potenzialità distruttiva di un uragano cresce col quadrato della velocità del vento, una piccola riduzione della velocità del vento comporta una forte riduzione della forza distruttiva.
Grazie agli sforzi di Langmuir ed alle ricerche di Schaefer alla General Electric, il concetto di seminare le nuvole per indebolire gli uragani acquisì un forte impulso. Schaefer aveva causato una forte tempesta di neve il 20 dicembre 1946 seminando una nuvola, questo causò l'abbandono da parte della General Electic per motivi legali. Schaefer e Langmuir collaborarono con la difesa degli Stati Uniti come consiglieri del progetto Cirrus, la prima ricerca di largo respiro sulla fisica delle nuvole e dell'alterazione delle condizioni meteorologiche. L'obiettivo più importante fu provare ad indebolire i cicloni tropicali.

## Il progetto Cirrus
Il progetto Cirrus fu il primo tentativo di modificare un uragano. Si svolse in collaborazione tra General Electric Corporation, US Army Signal Corps, Office of Naval Research e US Air Force. Dopo un periodo di preparazione e lo scetticismo iniziale da parte degli scienziati governativi, il primo tentativo di alterare un uragano iniziò il 13 ottobre 1947 su un uragano che puntava da ovest verso est e verso il mare.
Un aeroplano sorvolò le zone di pioggia dell'uragano e rilasciò circa 36 kg di ghiaccio secco polverizzato sulle nubi. L'equipaggio riportò "Accentuate variazioni dello strato di nubi inseminato". Non si sa se fu causato dall'inseminazione. Successivamente l'uragano cambiò direzione e passò sulla terraferma nei pressi di Savannah (Georgia) e la popolazione incolpò l'azione di inseminazione con ghiaccio secco e Irving Langmuir che l'effetto negativo fu causato dall'intervento umano. Il progetto Cirrus fu cancellato e venne intrapresa una causa contro di esso. Soltanto il fatto che un uragano nella stagione degli uragani del 1906 intraprese un percorso simile e che la tempesta aveva già cominciato a cambiare direzione prima della semina, pose fine alla causa. Questo disastro pose fine agli esperimenti per undici anni.

## Tra un progetto e l'altro

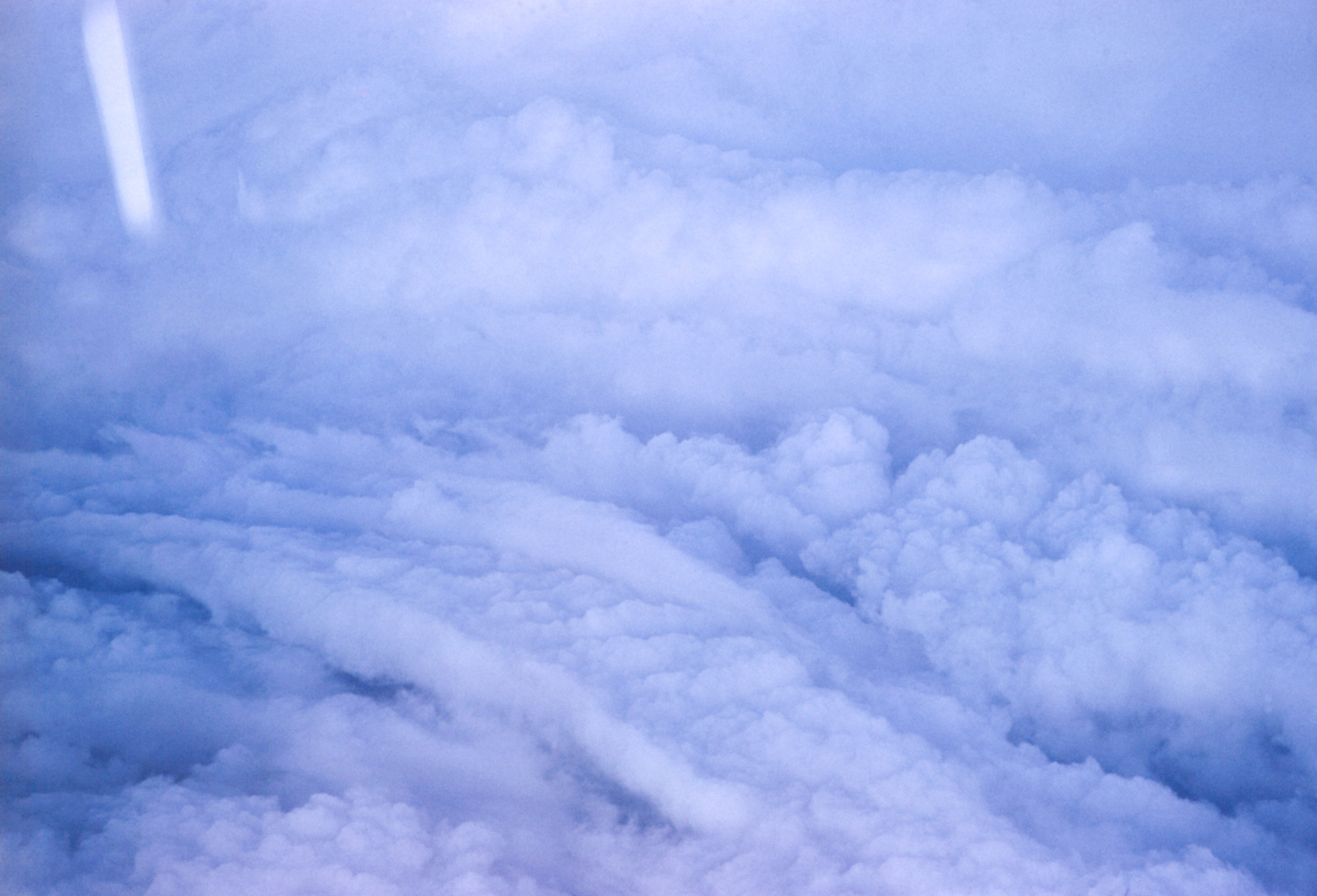
L'occhio dell'uragano Esther

Il National Hurricane Research Project facente parte dell'United States Weather Bureau fondato nel 1955, aveva tra i suoi obiettivi quello di investigare la validità scientifica dei metodi di alterazione degli uragani. Con questo fine fu sperimentato un erogatore di ioduro d'argento sull'uragano Daisy nell'agosto 1958. Gli erogatori furono rilasciati all'esterno dell'occhio del ciclone per cui fu un test sull'equipaggiamento e non un esperimento di alterazione. L'equipaggiamento funzionò solo in un volo per cui non furono acquisiti dati significativi.
Il primo esperimento di semina dopo il disastro del progetto Cirrus fu tentano il 16 settembre 1961 con l'uragano Esther dall'NHRP con gli aerei dell'United States Navy. Furono lanciati otto cilindri di ioduro d'argento nell'occhio dell'uragano Esther e si registrò una diminuzione dei venti del 10%. Il giorno successivo furono effettuate più semine ma lo ioduro d'argento non cadde nell'occhio del cicloe e non si registrò alcuna diminuzione della velocità del vento. Questi due risultati furono interpretati come un "successo".
La semina dell'uragano Esther portò alla creazione del progetto Stormfury nel 1962. Il progetto Stormfury venne condotto congiuntament4e dall'United States Department of Commerce e la United States Navy.

## Il progetto Stormfury
Furono stabilite alcune linee guida per decidere quali tempeste inseminare. L'uragano doveva avere meno del 10% di probabilità di avvicinarsi a zone abitate nell'arco di un giorno; doveva essere nel raggio d'azione dell'aereo per l'inseminazione e doveva essere una tempesta abbastanza intensa con l'occhio ben formato. La principale conseguenza di questi criteri fu che gli uragani utilizzabili fossero estremamente rari.
Nella stagione del 1962 non si formò nessuna tempesta adatta. L'anno successivo il progetto Stormfury entrò nel vivo conducendo esperimenti scientifici sui cumuli. Dal 17 al 20 agosto di quell'anno furono condotti esperimenti su 11 nubi delle quali sei furono inseminate e cinque fecero parte del gruppo di controllo. Furono osservati cambiamenti in cinque delle sei nubi inseminate coerenti con le ipotesi di lavoro.
Il 23 agosto 1963, l'uragano Beulah fu l'obiettivo del successivo tentativo di inseminazione. L'uragano non aveva un centro ben definito e ci furono degli errori nell'inseminazione poiché gli erogatori di ioduro d'argento furono lanciati nella zona sbagliata, per questi motivi non si registrarono variazioni. Il giorno successivo si procedette ad un nuovo tentativo e questa volta gli erogatori furono rilasciati nella posizione corretta. L'occhio del ciclone si disgregò e venne rimpiazzato da un altro occhio di diametro maggiore. I venti calarono del 20%. L'esperimento con l'uragano Beulah fu giudicato "incoraggiante ma non conclusivo".
Nei sei anni successivi all'esperimento con l'uragano Beulah non furono condotti altri tentativi per varie ragioni. Nel 1964 l'equipaggiamento per gli esperimenti e le misurazioni non era ancora pronto. L'anno successivo tutti i voli a disposizione furono utilizzati con nubi non appartenenti agli uragani.
Durante la stagione degli uragani del 1965, i meteorologi del progetto Stormfury giudicaro l'uragano Betsy un buon candidato per l'inseminazione. Ad ogni modo la tempesta piegò immediatamente verso la terraferma ed i voli programmati per il primo settembre furono cancellati. Per qualche ragione la stampa non fu informata della cancellazione dell'esperimento ed i giornali riportarono che venne eseguito. Quando Betsy passò sopra le Bahamas e piombo sul sud della Florida il pubblico e il Congresso pensarono che l'inseminazione fosse in corso ed incolparono il progetto dell'accaduto. Furono necessari due mesi ai responsabili del progetto Stormfury per convincere il Congresso che l'inseminazione non era avvenuta e quindi permettere la sua prosecuzione. Un secondo candidato, l'uragano Elena, era troppo al largo per intervenire.
Dopo Betsy, altri due uragani furono vicini ad essere candidati all'inseminazione. L'uragano Faith era un buon candidato ma si trovava troppo al largo per essere raggiunto dagli aerei che dovevano inseminarlo. Nel corso dello stesso anno furono praticati dei voli di ricognizione sull'uragano Inez ma non avvenne l'inseminazione. Entrambe le stagioni degli uragani del 1967 e 1968 non presentarono episodi significativi per cui non ci fu nessuna inseminazione.

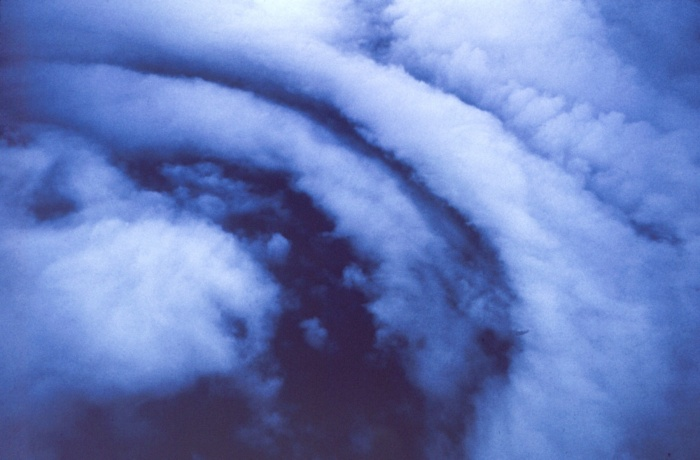
L'occhio dell'uragano Debbie il 20 agosto 1969

Non ci furono altri tentativi di inseminazione fino al 1969, nel frattempo si migliorò l'equipaggiamento. Il vecchio metodo di lancio manuale del ghiaccio secco fu rimpiazzato da un razzo caricato di ioduro d'argento e furono montati dispositivi simili a cannoni sulle ali dei velivoli per lanciare lo ioduro d'argento nelle nubi. Anche l'equipaggiamento per le osservazioni fu migliorato. Furono utilizzati nuovi dati per modificare le ipotesi di lavoro. La nuova teoria prese in considerazioni le torri di nubi cumuliformi all'esterno dell'occhio del ciclone. In accordo con la teoria modificata, inseminando le torri sarebbe stato rilasciato il calore latente, questo avrebbe scatenato una modifica delle correnti convettive e quindi la formazione di un nuovo occhio. Dal momento che il nuovo occhio sarebbe stato all'esterno del vecchio, il primo occhio non avrebbe più avuto energia e si sarebbe disgregato. Oltre a questo, il nuovo occhio sarebbe stato più largo ed i venti avrebbero avuto una velocità minore grazie ad una minore differenza di pressione.
L'uragano Debbie nel 1969 fornì la migliore opportunità per testare gli sviluppi del progetto Stormfury. Per vari motivi era il candidato perfetto per essere inseminato: non minacciava la terraferma, era raggiungibile dagli aeroplani per l'inseminazione ed aveva un occhio intenso e ben formato. Il 18 ed il 20 agosto una flotta di 13 aeroplani volò verso l'uragano per esaminarlo ed inseminarlo. Il primo giorno la velocità del vento diminuì del 31%. Il secondo giorno la velocità del vento diminuì del 18%. Entrambi i risultati furono giudicati coerenti con le previsioni. In conclusione i risultati furono così incoraggianti che "fu pianificato un programma di ricerche molto più vasto" Fra le conclusioni si manifestò la necessità di procedere all'inseminazione ad intervalli di un'ora.
Le stagioni degli uragani del 1970 e 1971 non fornirono candidati adatti. Nonostante questo si procedette con un volo attraverso l'uragano Ginger che non si rivelò adatto perché non era ben formato. L'inseminazione non ebbe effetto e questo uragano fu l'ultimo ad essere inseminato nell'ambito del progetto Stormfury.

## Dopo l'inseminazione

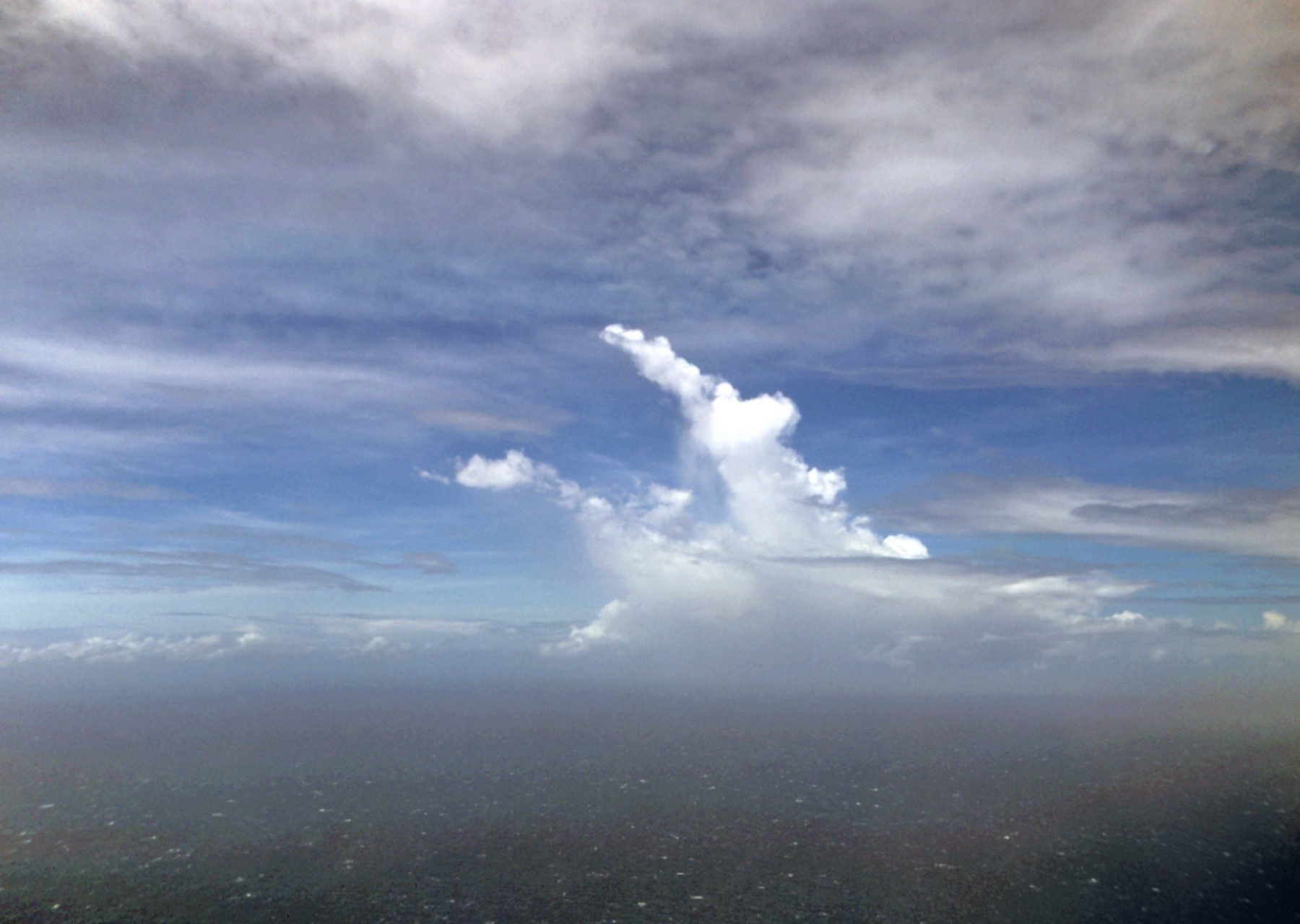
Stormfury dentro la tempesta tropicale Dorothy (1970)

Uragani atlantici che soddisfacessero tutti i criteri stabiliti erano estremamente rari per cui si rivelò difficile registrare un successo simile a quello avuto con l'uragano Debbie. Nel frattempo sviluppi avvenuti fuori dalla meteorologia hanno ostacolato nuovi tentativi di controllo degli uragani.
Nei primi anni settanta la Marina abbandonò il progetto. Il progetto Stormfury si focalizzò sul capire piuttosto che provare a modificare i cicloni tropicali. e nel frattempo gli aeroplani utilizzati dal progetto erano vicini alla fine della loro vita operativa. Furono acquistati due Lockheed P-3 al costo di 30 milioni di dollari (anno sconosciuto). Per via della scarsità di uragani adatti nell'Atlantico, si pianificò di spostare il progetto sul Pacifico. Gli uragani del Pacifico avrebbero dovuto soddisfare gli stessi criteri previsti in precedenza ma col vantaggio di un maggior numero di potenziali candidati.
Il progetto stava per ripartire nel 1976 inseminando un tifone al largo di Guam ma fu bloccato per motivi politici. La Cina annunciò che non sarebbe stata felice di un cambiamento del percorso del tifone verso le sue coste mentre il Giappone dichiarò di tollerare i tifoni perché da essi proviene la metà delle piogge sul paese.
Si progettò di portare il progetto Stormfury nel nord-est del Pacifico o in Australia ma non se ne fece nulla.

## Fallimento delle ipotesi di lavoro
Sono stati osservati casi di presenza di occhi del ciclone multipli negli uragani molto forti compreso il tifone Sarah e l'uragano Donna però un doppio occhio è presente solamente negli uragani molto forti. La presenza del doppio occhio è stata osservata anche in alcuni degli uragani dopo l'inseminazione ma a quel tempo rapide variazioni del diametro dell'occhio, oltre che dopo tentativi fruttuosi di inseminazione, erano stati osservati solo in caso di rapide variazioni di intensità. Rimase controverso se era l'inseminazione a causare la formazione di un secondo occhio o faceva parte dell'evoluzione naturale del fenomeno. Basilarmente, se variazioni nell'occhio simili a quelle osservate negli uragani inseminati fossero rare nei cicloni tropicali non modificati, questo costituirebbe una prova importante del successo del progetto Stormfury. Al contrario, se simili variazioni fossero comuni negli uragani non inseminati, l'assunzione di base del progetto Stormfury verrebbe seriamente minata.
Col passare del tempo cominciarono ad accumularsi dati ed osservazioni che minavano l'ipotesi di base del progetto Stormfury. A partire dagli uragani Anita e David, durante i voli effettuati dall'aeroplano Hurricane Hunter si registrarono eventi simili a quelli accaduti negli uragani inseminati "con successo". Lo stesso Anita presentava un esempio poco percettibile di cicli di anelli concentrici mentre nell'uragano David il fenomeno fu molto più evidente. Nell'agosto 1980 l'uragano Allen passò sull'Atlantico, sui Caraibi e sul Golfo del Messico e nel suo percorso si verificarono variazioni del diametro dell'occhio e lo sviluppo di occhi multipli. Tutto questo sarebbe si sarebbe aspettato in caso di inseminazione per cui il progetto Stormfury constatò che quanto avveniva con l'inseminazione poteva accadere anche naturalmente.
Ulteriori osservazioni sugli uragani Anita, David, Frederic ed Allen permisero di scoprire che i cicloni tropicali contengono pochissima acqua sopraffusa ed una grande quantità di cristalli di ghiaccio. Il motivo per cui i cicloni tropicali contengono poca acqua sopraffusa è che le correnti verticali al loro interno sono troppo deboli sia perché l'acqua ricada come pioggia o per farla gelare. Poiché l'inseminazione delle nuvole ha bisogno di acqua sopraffusa per funzionare, la sua carenza significa che l'inseminazione non avrà effetto.
Queste osservazioni misero in discussione le basi del progetto Stormfury, per questi motivi a metà del 1983 Stormfury fu cancellato.

## Eredità
Per quanto riguarda l'indebolimento degli uragani per ridurre la loro forza distruttiva, il progetto Stormfury fu un completo fallimento perché non fece distinzione tra ciò che avviene naturalmente all'interno dei cicloni tropicali e ciò che è conseguenza dell'intervento umano.. In conclusione il progetto Stormfury ebbe due difetti fatali: non era realizzabile né microfisicamente né statisticamente
A parte questo, Stormfury fu il principale catalizzatore per fondi diretti alla Hurricane Research Division, durante il corso del progetto il suo bilancio era di circa 4 milioni di dollari (1975 USD; $16 milioni 2008 USD) con un gruppo di circa 100 persone L'HRD impiega circa 30 persone con un bilancio di circa 2,6 milioni di dollari all'anno.
Il progetto Stormfury comunque ebbe degli aspetti positivi. Le conoscenze acquisite durante i voli furono fondamentali nel confutare le ipotesi del progetto stesso. Si migliorò notevolmente la comprensione dei cicloni tropicali. Il Lockheed P-3 si rivelò adatto per raccogliere dati sui cicloni tropicali, permettendo un miglioramento delle previsioni di queste tempeste. Questi aeroplani sono ancora utilizzati dal NOAA.